# Ischnocolus tomentosus
Ischnocolus tomentosus är en spindelart som beskrevs av Tord Tamerlan Teodor Thorell 1899. Ischnocolus tomentosus ingår i släktet Ischnocolus och familjen fågelspindlar. Inga underarter finns listade i Catalogue of Life.